# Okres Rožňava
Rožňava (Hongaars:Rozsnyó) is een district (Slowaaks: Okres) in de Slowaakse regio Košice. De hoofdstad is Rožňava. Het district bestaat uit 2 steden (Slowaaks: Mesto) en 60 gemeenten (Slowaaks: Obec). Het zuiden van het district wordt in meerderheid bewoond door de Hongaarse minderheid in Slowakije. Tijdens de volkstelling van 2011 had het district 63.351 inwoners waaronder 16.103 Hongaren (25%). In 2021 was het aantal personen dat Hongaars als moedertaal aangaf gedaald naar 15.442 personen, qua aandeel in de totale bevolking groeide het aantal Hongaarstaligen naar 26,02%.

## Taalgrens
In het district lig de Slowaaks-Hongaarse taalgrens. Deze begint nabij het dorpje Háj in het naastgelegen district Kosice-Okolie. Daarna gaat de taalgrens naar het westen, hier liggen de Hongaarstalige dorpjes Bôrka, Lúčka, Kováčová en Drnava.   De plaats Krásnohorské Podhradie, met haar imposante burcht is eveneens in meerderheid Hongaarstalig, ook het dorpje Jovice is Hongaarstalig.
De stad Rožňava (Duits: Rosenau; Hongaars: Rozsnyó) kent vandaag de dag nog een Hongaarse gemeenschap die 20% van de bevolking uitmaakt (circa 4000 inwoners spreken Hongaars). Het direct ten zuiden van de stad gelegen Brzotín is circa 50/50 Slowaaks en Hongaars, het daarnaast gelegen Kružná en Slavec zijn in meerderheid Hongaarstalig. Plešivec (Slowakije) heeft een 50/50 verhouding tussen Slowaken en Hongaren. Gemerská Hôrka (Hongaars: Özörény) sluit de rij van Hongaarstalige dorpen in het district af.

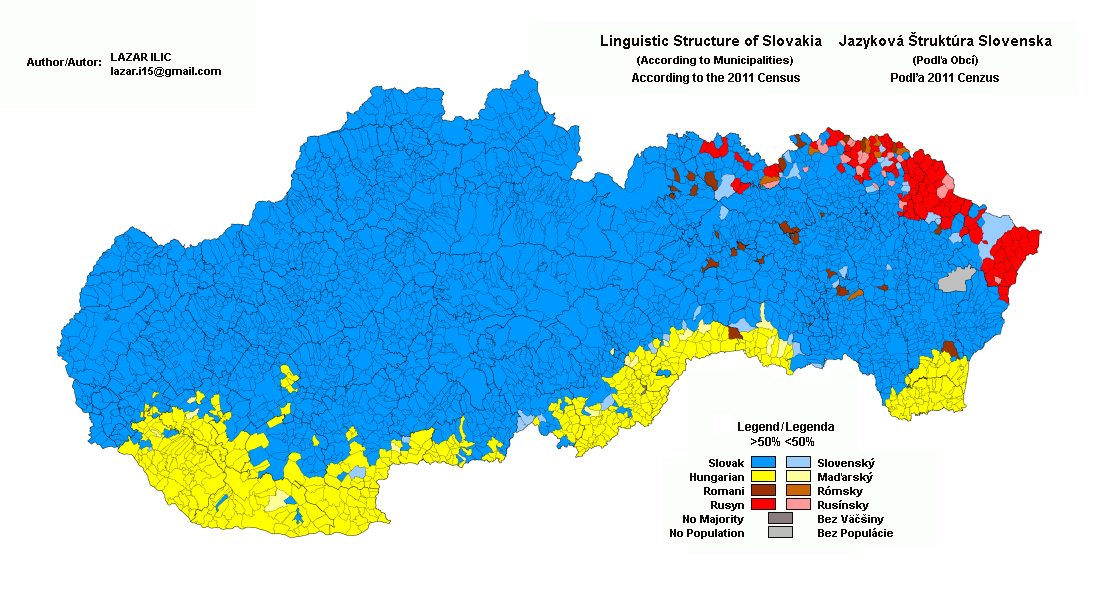
Taalsituatie in Slowakije volgens Census van 2011.

## Steden
- Dobšiná
- Rožňava

## Lijst van gemeenten
| - Ardovo - Betliar - Bohúňovo - Bôrka - Brdárka - Bretka - Brzotín - Čierna Lehota - Čoltovo - Čučma - Dedinky - Dlhá Ves - Drnava - Gemerská Hôrka - Gemerská Panica - Gemerská Poloma - Gočaltovo - Gočovo - Hanková - Henckovce | - Honce - Hrhov - Hrušov - Jablonov nad Turňou - Jovice - Kečovo - Kobeliarovo - Koceľovce - Kováčová - Krásnohorská Dlhá Lúka - Krásnohorské Podhradie - Kružná - Kunova Teplica - Lipovník - Lúčka - Markuška - Meliata - Nižná Slaná - Ochtiná - Pača | - Pašková - Petrovo - Plešivec - Rakovnica - Rejdová - Rochovce - Roštár - Rozložná - Rožňavské Bystré - Rudná - Silica - Silická Brezová - Silická Jablonica - Slavec - Slavoška - Slavošovce - Stratená - Štítnik - Vlachovo - Vyšná Slaná |

## Bezienswaardigheden
- Gombasecká jaskyňa
- Kasteel van Betliar
- Krásna Hôrka

Okres Gelnica · Okres Košice I · Okres Košice II · Okres Košice III · Okres Košice IV · Okres Košice-okolie · Okres Michalovce · Okres Rožňava · Okres Sobrance · Okres Spišská Nová Ves · Okres Trebišov